# 日本坂トンネル

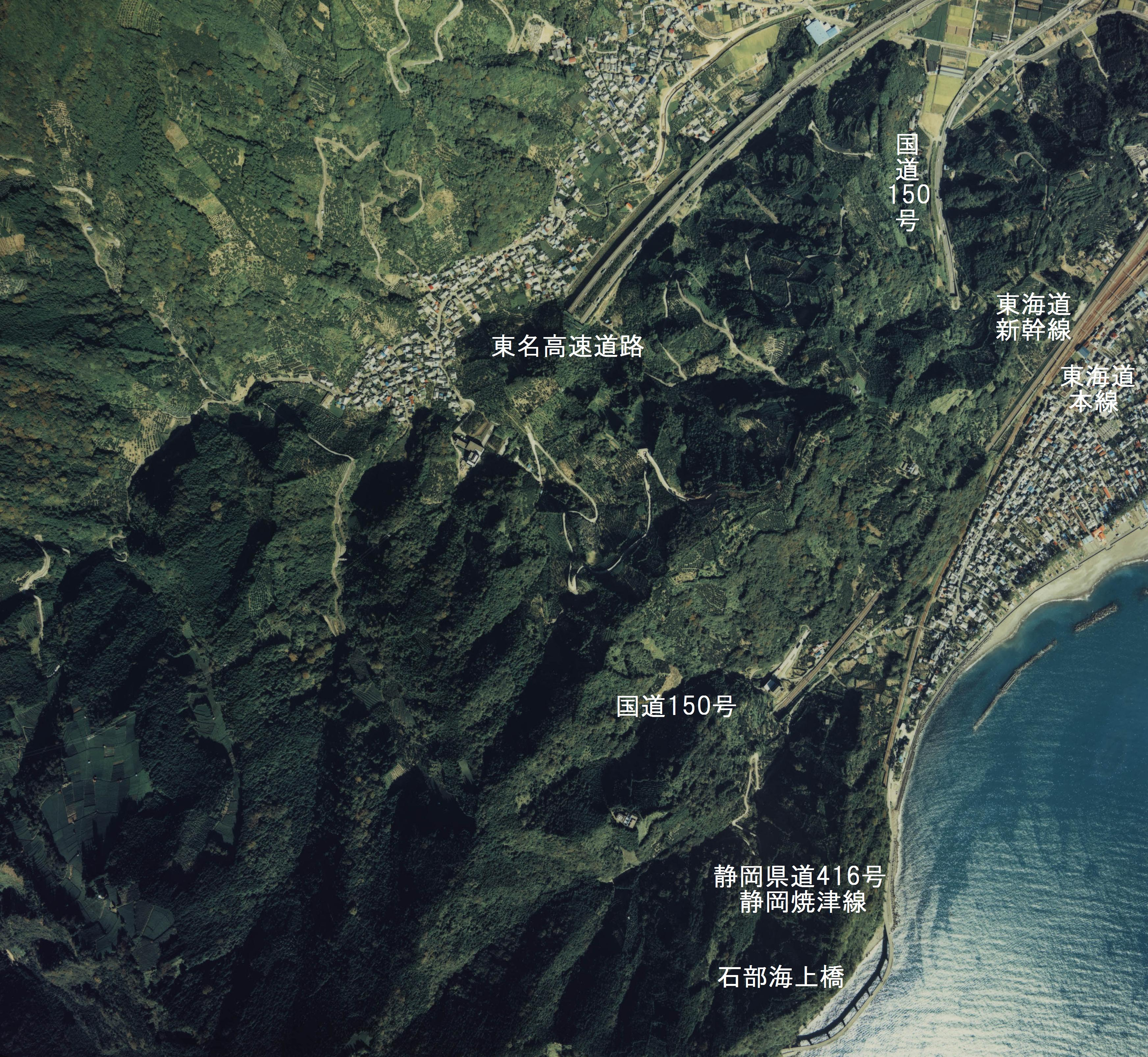
付近の航空写真。1988年。

日本坂トンネル（にほんざかトンネル）では以下のトンネルについて解説する。
1. 東名高速道路の日本坂トンネル。
2. 東海道新幹線の日本坂トンネル。
3. 国道150号の新日本坂トンネル。

いずれも、静岡県静岡市駿河区と焼津市にまたがり、花沢山山頂から西に伸びる尾根を下りた鞍点にある日本坂峠の下ではなく、花沢山の下を通っている（これらの中では、東名は少し峠寄りのルートである）。

## 東名高速道路 日本坂トンネル

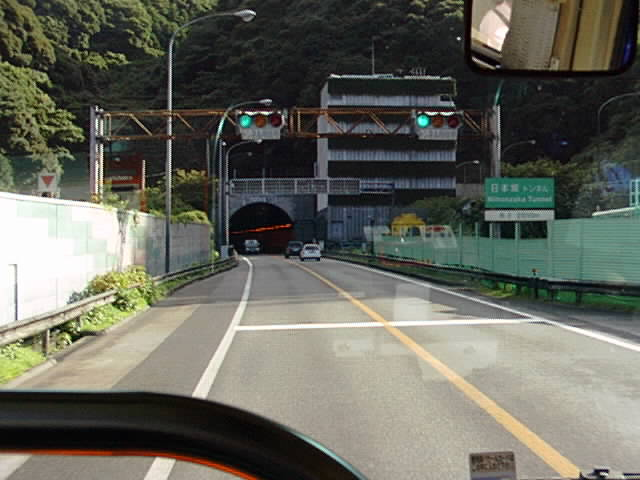
東名日本坂トンネル（上り線左ルート入口）

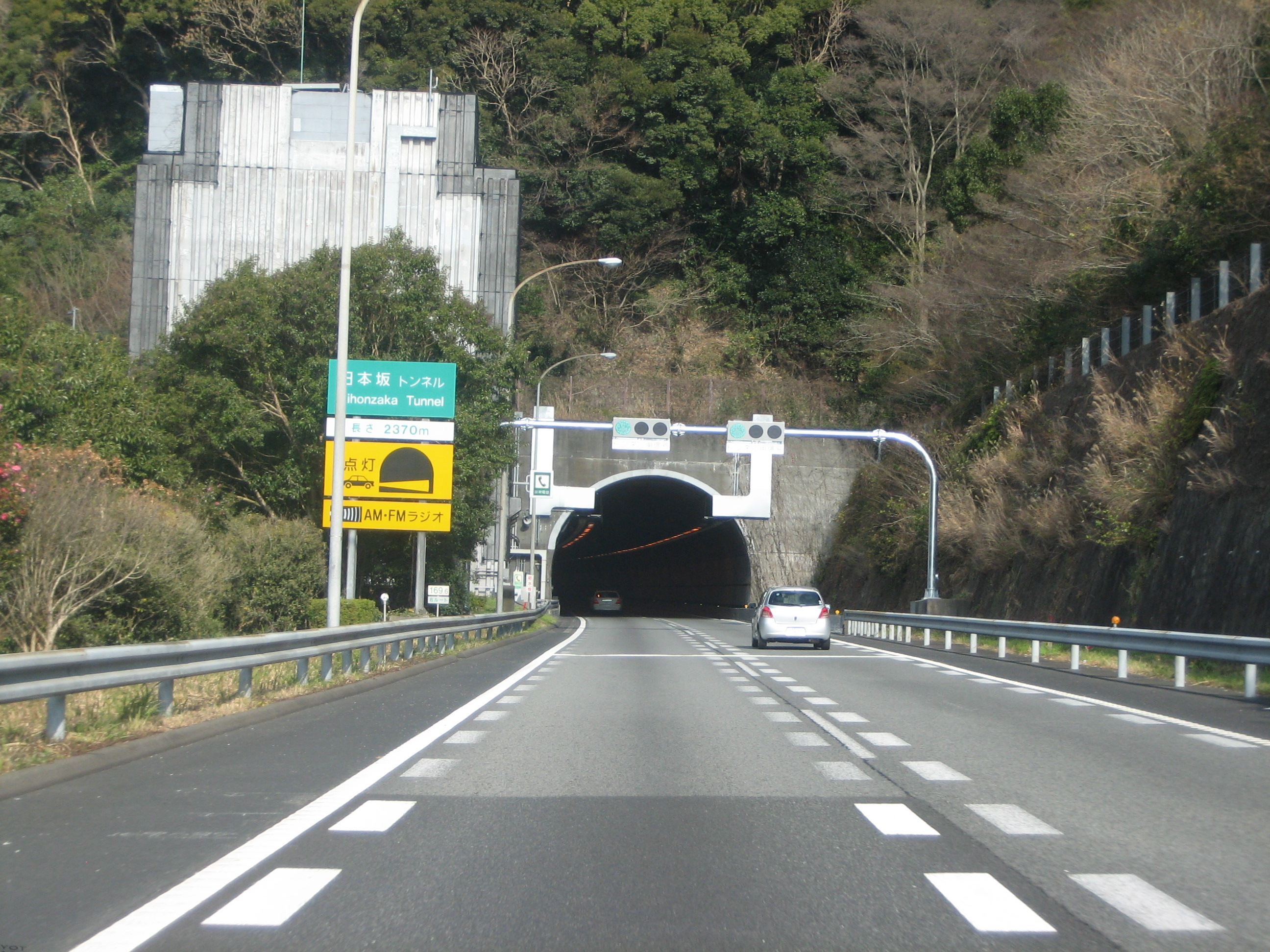
東名日本坂トンネル（上り線右ルート入口）

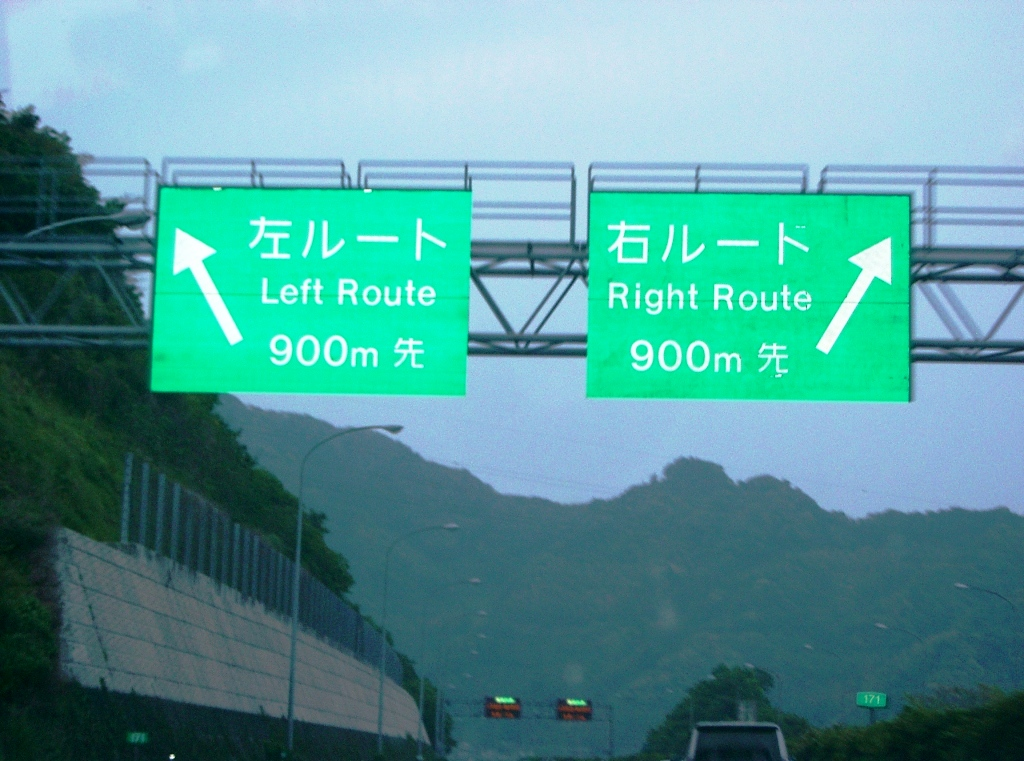
東名上り線左右ルート分岐の900m手前

東名高速道路日本坂トンネルは、東名高速道路の静岡IC - 日本坂PA間にある。東名高速道路では最も長いトンネルである。
全長2,378 m（旧トンネル・上り線左ルート）、2,371 m（旧下り線トンネル・上り線右ルート）、2,555 m（新トンネル・下り線）。
- 上り4車線（左ルート2車線・右ルート2車線）
- 下り3車線

開通時は上下ともに2車線ずつのトンネルだったが、静岡 - 焼津間は通勤利用などにより神奈川県内や名古屋市周辺と同等の交通量過多傾向となっており、トンネル付近を先頭とした渋滞が日常的に頻発し、休日には10 km以上の渋滞となり、大きなボトルネックとなっていた。これを緩和させるために拡幅工事を実施、1998年（平成10年）に現在の下りトンネルが開通し、これまでの下りトンネルを上り線に転用した。その結果、上り4車線、下り3車線の計7車線に拡大され、当トンネルを先頭とする渋滞はほぼ解消された。なお、行楽期の渋滞は静岡IC付近や大井川焼津藤枝SIC - 吉田IC間などに先頭が移動する事態を招いたが、2012年の新東名高速道路開通後はこちらも解消されつつある。新トンネル完成に伴い、上り線トンネルの照明も下り線にあわせてナトリウムランプから全面的に蛍光灯に付け替えられた（入口付近では蛍光灯とナトリウムランプを併用）。なお、火災事故（後述）の後にかけられたトンネル内の速度制限も緩和されており（70 km/h→80 km/h）、車線変更禁止も解除されている。トンネル内はハイウェイラジオのほか、トンネル内再送信としてNHKラジオ第1・第2（静岡局、東京局）、静岡放送（SBSラジオ）、TBSラジオ、文化放送、ニッポン放送、NHK・FM（静岡）、K-MIXの在静・在京AM各局と在静FM各局が受信できる。
開通時には旧下り線トンネルの静岡側の入口から60 mほど手前に小坂トンネル（長さ270 m）があったが、旧下り線トンネルを上りに転用する際にこのトンネルを接合させ、転用後は1本のトンネルとなっている。これは、現在の上りトンネルの長さ表示が旧トンネルの長さ表示より長くなっているところからわかる。旧トンネルは上りが2,010 m、下りが2,050 mだった。
長大トンネルでもあることと後述の事故が発生したことを踏まえ上下線ともにトンネル用信号機が設置されている。

### 計画と建設
東名では11の山岳トンネルが設けられ、静岡市より東側が岩質が悪く、相当量の湧水があると予想され、西側が比較的良好な岩質であることで、東西でトンネルの掘削工法をそれぞれ異なるものとした。つまり、東側（都夫良野トンネルから袖帥トンネルまでの7トンネル）に多い岩質の悪い所は、トンネル断面よりも小さい孔を先に掘り進め、地質を一々確認しながら通常断面に拡大していく工法を主として採用した。この場合、万が一、湧水にあっても、この小さな孔（先進導坑）を排水溝として使えるメリットがあるが、欠点としては、工期が長期化して工費も高くなる。一方で西側（日本坂トンネルから宇利トンネルまでの4トンネル）は先進導坑を掘らず、いきなり大断面の掘削に着手する「上部半断面先進工法」を主として採用した。この方式は工期が短く、工費も安いことが特徴である。こうした二つの異なる工法を一つのトンネルに用いて掘削したのが日本坂トンネルであった。
日本坂トンネルが貫通する山は、岩自体は堅硬であったが、新幹線工事記録で見られるように、案外水が多い山と予想された。延長約2,000 mのこのトンネルは、東側と西側から分けて掘削された。東側が先進導坑を掘るもので、西側が先進導坑を掘らない上部半断面掘削方式である。同じ山の掘削にもかかわらず違いが出た理由は、それぞれの会社の手持ちの機械、安全施工、経済性などの考え方が一致しなかったためである。湧水が予想されたにもかかわらず上部半断面掘削方式が採用されたのは、多少の破砕帯があっても岩は硬く、良好な山と判断されたからである。
先進導坑であらかじめ水が抜かれている東側は特に問題もなく工事が進んだが、西側は上り線坑口から約670 m掘り進んだところで突如として驚異的な大湧水が噴き出した。前触れはあった。その前日、並行する下り線トンネルで毎分約6トンの湧水が発生し、これでは上り線も悪い地質に遭遇するであろうと考えられたからである。このため、支保工の間隔を縮めながら建て込んで掘削したが、無駄であった。前日の湧水を遙かに凌ぐ、毎分約180トン（秒換算3トン）の水が吹き出たことで、労務者達は一目散に逃げたことが幸いして、犠牲者は一人も出なかった。鋼製の支保工はなぎ倒され、十数トンという大重量のジャンボー（掘削機械）は10 mも押し流されて土砂に埋まった。世間のニュースにならなかった最大のニュースがこれであった。結果的に湧水量は25日間で45万トンに達し、トンネル史上最大と言われる丹那トンネルの毎分35トンを上回る大記録となった。水が抜けた部分は、掘削地盤より21 mの高さまで大きく吹き抜ける大空洞ができあがった。落石対策をとりながら空洞をモルタルで埋め、工事を再開、結果的に予定工期よりも二か月早く完成した。

### 日本坂トンネル火災事故
1979年（昭和54年）7月11日18時40分ごろ、東名高速道路日本坂トンネル下り(現:上り右ルート)内で乗用車数台と油脂を積んだトラック数台が絡む追突事故が起き、7人が死亡し2人が負傷、173台の自動車が焼失するという未曾有の大事故となった。

### 隣
E1 東名高速道路
(11)静岡IC - 日本坂トンネル - 日本坂PA - (12)焼津IC

## 東海道新幹線日本坂トンネル
東海道新幹線静岡駅 - 掛川駅間にある鉄道トンネルである。全長2,174 m。
弾丸列車計画の一環として1941年（昭和16年）に着工。その後、弾丸列車計画全体は中止となったが、当トンネルの工事は在来線用に流用するため継続し、1944年（昭和19年）完成。前後に東海道本線を横取りするような線路が追加され、在来線用に1962年（昭和37年）まで利用された。1962年以降は東海道新幹線のトンネルとして整備され、1964年（昭和39年）の開業と同時に供用開始（再開）。東海道本線は日本坂トンネル移設後にいったん放棄された旧石部トンネル・旧磯浜トンネルを改修・結合した（新）石部トンネルに再び移設された。

## 国道150号新日本坂トンネル
国道150号静岡バイパスのトンネル。全長3,104 m（上り線）、2,207 m（下り線）。なお、下り線には本トンネルの手前（静岡側）に石部トンネル（全長720 m）がある。
大崩海岸の断崖の上を走る旧国道150号（現：静岡県道416号静岡焼津線）のバイパスとして開通した。当初は片側1車線の対面通行であったが、渋滞が慢性化したため従来トンネルの北側に新トンネルを造り、2003年に片側2車線に改築された。この区間は従来の新日本坂トンネル以外にも東名日本坂トンネルが3本、東海道新幹線日本坂トンネルが狭い区間に密集し、高度な掘削技術を必要としたために国土交通省中部地方整備局を事業主体としてで工事が行われた。拡幅事業により渋滞が緩和された分、60 km/h制限にもかかわらず超過速度で走行する車両が多く、内部には車線を狭く感じさせるマーキングや路面凹凸など速度抑制対策が施されている。それと併せて出口付近で速度取締りをしている場合がある。毎年6月頃に数日間程度、トンネル内の保守点検（内部電気系統の保守や側壁のタイル、防護板の洗浄など）のために夜間対面通行規制を実施している。
無料通行出来るトンネルとしては国内20番目の長さ、片側2車線が確保されている無料トンネルとしては国内最長である。
トンネル内ではNHKラジオ第1（静岡）、NHKラジオ第2、NHK・FM（静岡）、SBSラジオ、ニッポン放送、K-MIX、FM-Hi!の各ラジオ放送が再送信されている。トンネル内で事故、工事、災害など交通障害がある場合、工事などによる通行規制の予告が必要な場合、雨で路面が滑りやすくなっている場合などの注意喚起が必要な場合には各周波数では通常の再送信を中止し、緊急放送が流れるようになっている。
歩行者と自転車は当トンネルを通行できないので、静岡 - 焼津間の徒歩や自転車での移動は、日本坂の峠を越えるか、国道の旧道だった県道416号か、国道1号を利用して岡部経由となる。日本坂の峠越えは登山道で自転車の走行は困難、県道416号の静岡 - 焼津間には歩道がないため徒歩での通行は危険をともなう。
トンネル部分は平成19年度まで静岡県建設部の管理であったが、20年度より政令指定都市である静岡市に移管された。トンネル内に市境があるが焼津市部分に関しても現在静岡市建設局が一元管理している。これはトンネル設備の管理を市境で区切ることが物理的に困難であるためこのような措置がとられている。